# Spinus dominicensis
El lúgano antillano o jilguero antillano (Spinus dominicensis) es una especie de ave paseriforme de la familia Fringillidae endémica de la isla de La Española. Su hábitat natural son las montañas húmedas del sur de la isla.

## Evolución
Parece ser la especie viva más antigua de la radiación de Spinus por América del Norte, cuyo ancestro es el lúgano europeo.